# Martin Johnson (Rugbyspieler)
Martin Osborne Johnson CBE (* 9. März 1970 in Solihull) ist ein ehemaliger englischer Rugby-Union-Spieler und Trainer. Er war Kapitän der englischen Nationalmannschaft und der British and Irish Lions. Seine größten Erfolge als Spieler waren der Titel bei der Weltmeisterschaft 2003 und zwei Grand Slams beim Six Nations (1995 und 2003) mit der Nationalmannschaft sowie fünf englische Meistertitel und zwei Finalsiege im Heineken Cup mit dem Verein Leicester Tigers. Johnson gilt als einer der besten englischen Spieler überhaupt und als einer der weltweit besten Spieler auf der Position des Zweite-Reihe-Stürmers, weshalb er in die World Rugby Hall of Fame aufgenommen wurde. Von 2008 bis 2011 war er Trainer der englischen Nationalmannschaft.

## Biografie

### Jugendjahre
Johnson wuchs in Shirley auf, einem Ort im Metropolitan Borough of Solihull. Er ist der mittlere von drei Brüdern, sein jüngerer Bruder Will Johnson ist ein ehemaliger Spieler bei den Leicester Tigers. Als Martin sieben Jahre alt war, zog die Familie nach Market Harborough in der Grafschaft Leicestershire um. Nach dem Schulabschluss arbeitete er einige Jahre bei der örtlichen Filiale der Midland Bank. Für kurze Zeit spielte er bei den Leicester Panthers American Football, auf der Position des Tight End und des Defensive End; bis heute ist er ein Fan der San Francisco 49ers.
Johnson gab sein Debüt für die Leicester Tigers am 14. Februar 1989 in einem Spiel gegen die Auswahl der Royal Air Force. Weniger später folgte der erste Einsatz in der Meisterschaft gegen Bath Rugby. Auf Einladung des früheren neuseeländischen Nationalspielers Colin Meads ging er daraufhin nach Neuseeland und absolvierte ein Probetraining beim Auswahlteam der King Country Rugby Football Union. Er fiel positiv auf und spielte anschließend zwei Saisons lang in der zweiten Division der National Provincial Championship.

### Vereinskarriere
Als Johnson zurück in England war, konnte er während der Saison 1990/91 wegen einer Schulterverletzung nur fünf Spiele für die Leicester Tigers bestreiten. 1991 konnte er sich als Stammspieler etablieren. Obwohl er im selben Jahr bei Leicester begonnen hatte wie sein Teamkollege Matt Poole, bestritten die beiden erst am 5. November 1991 gegen den Cambridge University RUFC ihr erstes gemeinsames Spiel. In der Folge spielten sie 129 Mal zusammen, was einen Vereinsrekord für eine Partnerschaft in der zweiten Sturmreihe darstellt. Im Pokalwettbewerb Pilkington Cup der Saison 1992/93 bestritt er sämtliche Partien, wobei er im Finale gegen die Harlequins einen Versuch zum 21:16-Sieg beisteuerte. In der Saison 1993/94 war Johnson wieder ein fester Bestandteil des Kaders der Tigers, das bis ins Pokalfinale vorstieß, doch dieses Mal unterlag Leicester dem Rivalen Bath mit 21:9. Auch in der Liga wurde Leicester Zweiter hinter Bath, Johnson spielte in 15 der 18 Spiele von Leicester.
Johnson feierte in der Saison 1994/95 den ersten seiner fünf Meistertitel. Am 14. Januar 1995 übernahm er gegen den Orrell RUFC erstmals die Rolle des Kapitäns, da sowohl Stammkapitän Dean Richards als auch Vizekapitän John Wells nicht zur Verfügung standen. Wegen seiner Verpflichtungen mit der Nationalmannschaft verpasste er mehrere Spiele, darunter auch die letzte Runde gegen Bristol Rugby, das den Titel sicherte. Im August 1995 gab der International Rugby Board die Sportart für Profispieler frei, wobei die englische Rugby Football Union bis zum Ende der nächsten Saison vorderhand ein Moratorium verhängte. Nachdem die Sale Sharks, der Richmond FC und die Newcastle Falcons Interesse an seiner Verpflichtung gezeigt hatten, unterschrieb Johnson 1996 einen Fünfjahresvertrag mit den Leicester Tigers, der ihm jährlich „eine sechsstellige Summe“ garantierte. Nun zum Profisportler geworden, gab er seine berufliche Karriere bei der Midland Bank auf.
In der Saison 1995/96 hatten die Tigers gegen die Dauerrivalen aus Bath nur knapp das Nachsehen, wobei der mögliche Titelgewinn erst in der letzten Runde scheiterte. Während Bath gegen die Sale Sharks unentschieden spielte, unterlagen die Tigers den Harlequins zuhause mit 19:21. Noch enger fiel die Entscheidung im Pokalfinale aus, als die Tigers gegen Bath eine 15:16-Niederlage hinnehmen musste. Das Spiel ist vielleicht am besten in Erinnerung geblieben wegen des umstrittenen Strafstoßes, den Schiedsrichter Steve Lander wegen wiederholter Regelverstöße gegen die Tigers verhängte, und weil Leicester-Flanker Neil Back nach dem Schlusspfiff Lander zu Boden stieß. Der zweite Platz in der Meisterschaft sicherte den Tigers einen Platz in der zweiten Saison des Heineken Cup. In der Saison 1996/97 war Dean Richards noch immer Kapitän des Vereins, doch Alter und Verletzungen schränkten ihn ein. An seiner Stelle führte Rory Underwood fünf der ersten neun Meisterschaftsspiele als Kapitän an, bevor Johnson zum regelmäßigen Ersatzkapitän wurde. Er führte die Mannschaft in der kurzlebigen Anglo-Welsh League sowie bei der Heineken-Cup-Premiere gegen Leinster Rugby an. Johnson war wiederum fester Bestandteil der Mannschaft, als diese 1997 das Finale des Heineken Cup gegen die CA Brive erreichte. Zur Halbzeit lag Leicester mit nur zwei Punkten zurück, doch in der zweiten Halbzeit drehten die Franzosen auf und setzten sich deutlich mit 28:9 durch. Hingegen gewann Leicester im selben Jahr das Finale des Anglo-Welsh Cup gegen die Sale Sharks.

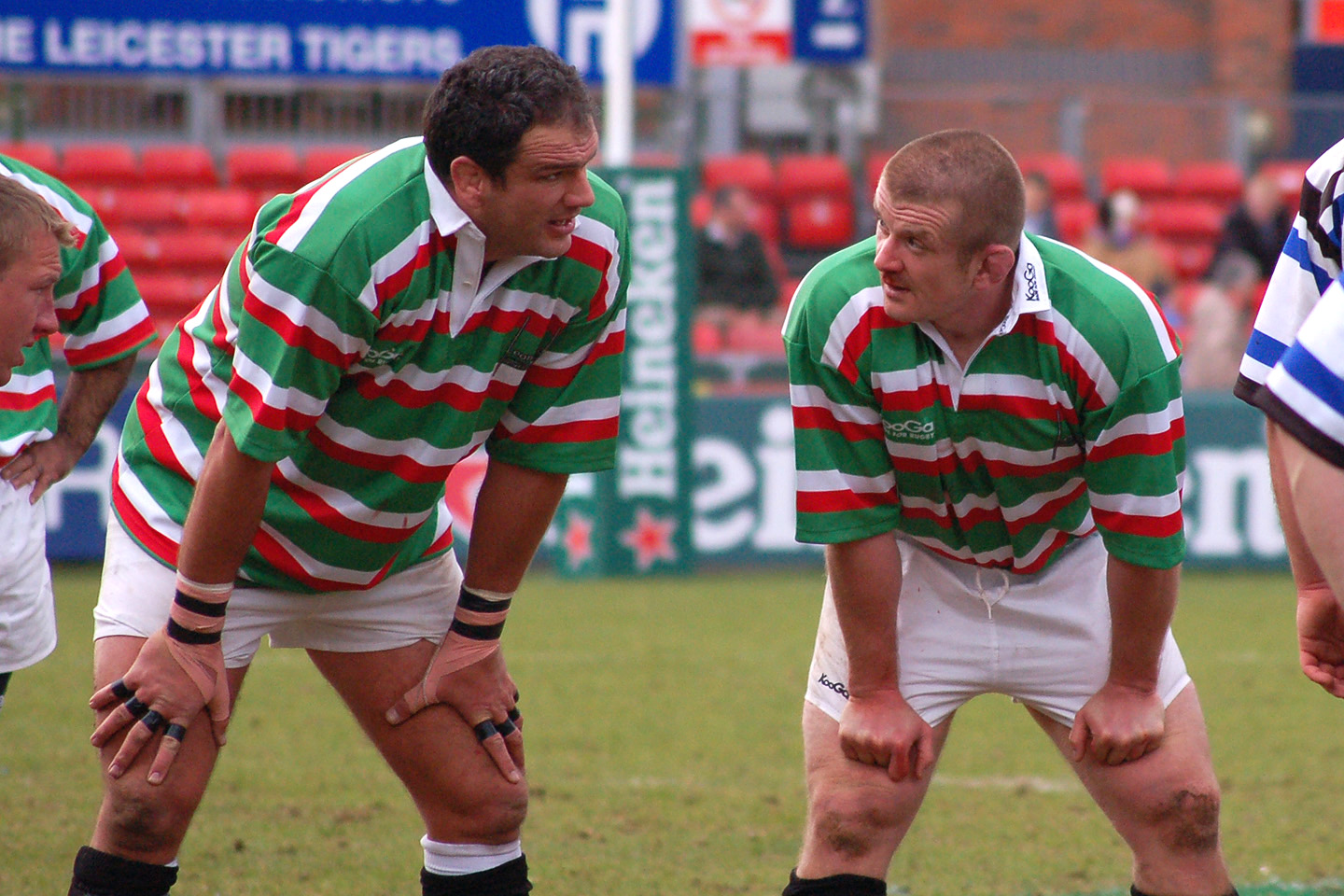
Martin Johnson (links) und Graham Rowntree bei einem Veteranenspiel (2007)

1997 wurde Johnson offiziell zum Kapitän der Leicester Tigers ernannt. In der Saison 1997/98 scheiterten sie im Viertelfinale des Heineken Cup an Section Paloise, während sie in der Meisterschaft den vierten Platz belegten. In der Saison 1998/99 spielten die Tigers eine herausragende Meisterschaft und mussten in 26 Spielen nur vier Niederlagen hinnehmen, sodass sie bereits zwei Runden vor Schluss als Meister feststanden. Johnsons Beitrag zu diesem Erfolg war von solch großer Bedeutung, dass er zum besten Spieler der Saison gewählt wurde. Aufgrund von Verpflichtungen mit der Nationalmannschaft und anschließend wegen einer Achillessehnenverletzung verpasste er den größten Teil der Saison 1999/2000. Im März 2000 griff er wieder ins Spielgeschehen ein und führte die Tigers zur erfolgreichen Titelverteidigung. Auch in der darauffolgenden Saison 2000/01 errangen die Tigers den Meistertitel. Eine Woche nach dem Ende der Meisterschaft standen sie auch Finale des Heineken Cup; sie setzten sich mit 34:30 gegen Stade Français durch und holten damit den ersten Mal einen kontinentalen Titel.
Ein Jahr später gelang den Tigers erneut das Double. Sie entschieden zum vierten Mal in Folge die Meisterschaft für sich, ebenso setzten sie sich im Finale des Heineken Cup 2001/02 mit 15:9 gegen Munster Rugby durch (auch wenn ein Versuch Johnsons annulliert worden war). Nach den zahlreichen Erfolgen hatten die Tigers mit Problemen zu kämpfen und rutschten ins Mittelfeld ab. Nach zwei durchzogenen Spielzeiten standen sie am Ende der Saison 2004/05 im Meisterschaftsfinale, das sie aber mit 14:39 gegen die London Wasps verloren. Nach diesem Spiel trat Johnson, wie zuvor angekündigt, als Rugbyspieler zurück.

### Nationalmannschaft
Als Johnson vorübergehend in Neuseeland lebte, gehörte er 1990 der neuseeländischen U21-Auswahl an und unternahm mit dieser eine Tour durch Australien. Sein Debüt für die englischen Nationalmannschaft gab er am 16. Januar 1993 im Eröffnungsspiel der Five Nations 1993 gegen Frankreich. Er sollte ursprünglich ein Spiel für die Reserve-Auswahl bestreiten, als er unerwartet nach Twickenham beordert wurde, um den verletzten Wade Dooley zu ersetzen. Da er vor dem Spiel nur 20 Minuten lang mit dem Team Line-outs üben konnte, wurde er gewissermaßen ins kalte Wasser geworfen. Bei einem Zusammenprall mit Laurent Seigne erlitt er eine leicht Gehirnerschütterung, spielte aber weiter und trug zum 16:15-Sieg bei. Weitere Einsätz bei dem Turnier blieben zwar aus, doch wenige Monate später nahm er an der Kanada-Tour der Engländer teil. Anschließend wurde er, wiederum als Ersatz für Dooley, für die Neuseeland-Tour der British and Irish Lions einberufen. Dooley war zur Beerdigung seines Vaters nach England zurückgekehrt und daraufhin vom Lions-Ausschuss daran gehindert worden, die Tour fortzusetzen. Johnson kam in zwei von drei Test Matches gegen die All Blacks als Einwechselspieler zum Einsatz.
Beim Five Nations 1995, als die Engländer alle Partien gewannen und somit das Turnier mit einem Grand Slam für sich entschieden, spielte Johnson eine zentrale Rolle. Folglich gehörte er zum Stammkader bei der Weltmeisterschaft 1995. Er bestritt die Vorrundenpartien gegen Argentinien, Italien und Westsamoa sowie das Viertelfinale gegen Australien, das Halbfinale gegen Neuseeland und das Spiel um Platz drei gegen Frankreich. Auch das Five Nations 1996 entschieden die Engländer mit einem Grand Slam für sich. Fran Cotton, der Teammanager der British and Irish Lions ernannte Johnson 1997 zum Kapitän der Tour nach Südafrika. Diese verlief wider Erwarten sehr erfolgreich, unter anderem mit Siegen in zwei von drei Test Matches gegen die Springboks; Kommentatoren lebten insbesondere Johnsons Führungsstärke und taktisches Geschick. Nationaltrainer Clive Woodward ernannte ihn 1999 zum Kapitän der englischen Nationalmannschaft und somit zum Nachfolger von Lawrence Dallaglio. Während der Weltmeisterschaft 1999 stand er in der Vorrunde gegen Italien, Neuseeland und Tonga im Einsatz, in der Hoffnungsrunde gegen Fidschi und im Viertelfinale gegen Südafrika.
Johnson führte die Engländer zum Turniersieg beim Six Nations 2000 und beim Six Nations 2001. Als die British and Irish Lions ebenfalls im Jahr 2001 eine Tour nach Australien unternahmen, amtierte er ein weiteres Mal zum Kapitän. Er war damit der erste Spieler überhaupt, dem diese Ehre zuteilwurde. Allerdings endete die Tour durch das Land des amtierenden Weltmeisters enttäuschend, denn die Lions verloren zwei von drei Tests gegen die Wallabies. 2003 war das erfolgreichste Jahr in Johnsons Karriere. Zunächst schaffte England beim Six Nations 2003 den Grand Slam, unter anderem mit einem 42:6-Sieg gegen Irland an der Dubliner Lansdowne Road. Üblicherweise läuft der jeweilige Präsident Irlands, in diesem Fall Mary McAleese, über einen roten Teppich und begrüßt die Spieler beider Seiten. Johnson beteuerte davon nichts zu wissen und ließ seine Mitspieler trotz diverser Hinweise der Veranstalter auf ihrer Seite des Feldes stehen, so dass McAleese über den Rasen gehen musste, um zu den englischen Akteuren zu gelangen. Von irischer Seite gab es infolge dieses Vorfalls viel Kritik an Johnson und seinem Verhalten, das als ignorant bezeichnet wurde.
Dem Grand Slam im Frühjahr folgte eine erfolgreiche Tour nach Neuseeland und Australien, bei der die Engländer die Nationalteams beider Länder schlugen. Für Aufsehen sorgten sie während des Spiels gegen die All Blacks, als zwei Spieler auf der Strafbank saßen und im Gedränge fehlten. Trotz dieser deutlichen Unterzahl gelang es dem englischen Gedränge, dagegen zu halten und den ersten Sieg gegen diesen Gegner seit 1973 zu realisieren. Der Höhepunkt des Jahres folgte bei der Weltmeisterschaft 2003. Die wiederum von Johnson angeführten Engländer dominierten ihre Vorrundengruppe mit Siegen über Georgien, Südafrika, Südafrika und Uruguay. Es folgten weitere Siege im Viertelfinale gegen Wales und im Halbfinale gegen Frankreich. Im Finale setzten sie sich schließlich gegen Australien durch und holten den Webb Ellis Cup. Neben Jonny Wilkinson, der in der Verlängerung das entscheidende Dropgoal erzielte, wurde auch Johnson als wichtiger Pfeiler der Mannschaft genannt. Im Januar 2004 gab er das Ende seiner Nationalmannschaftskarriere bekannt.

### Trainerkarriere

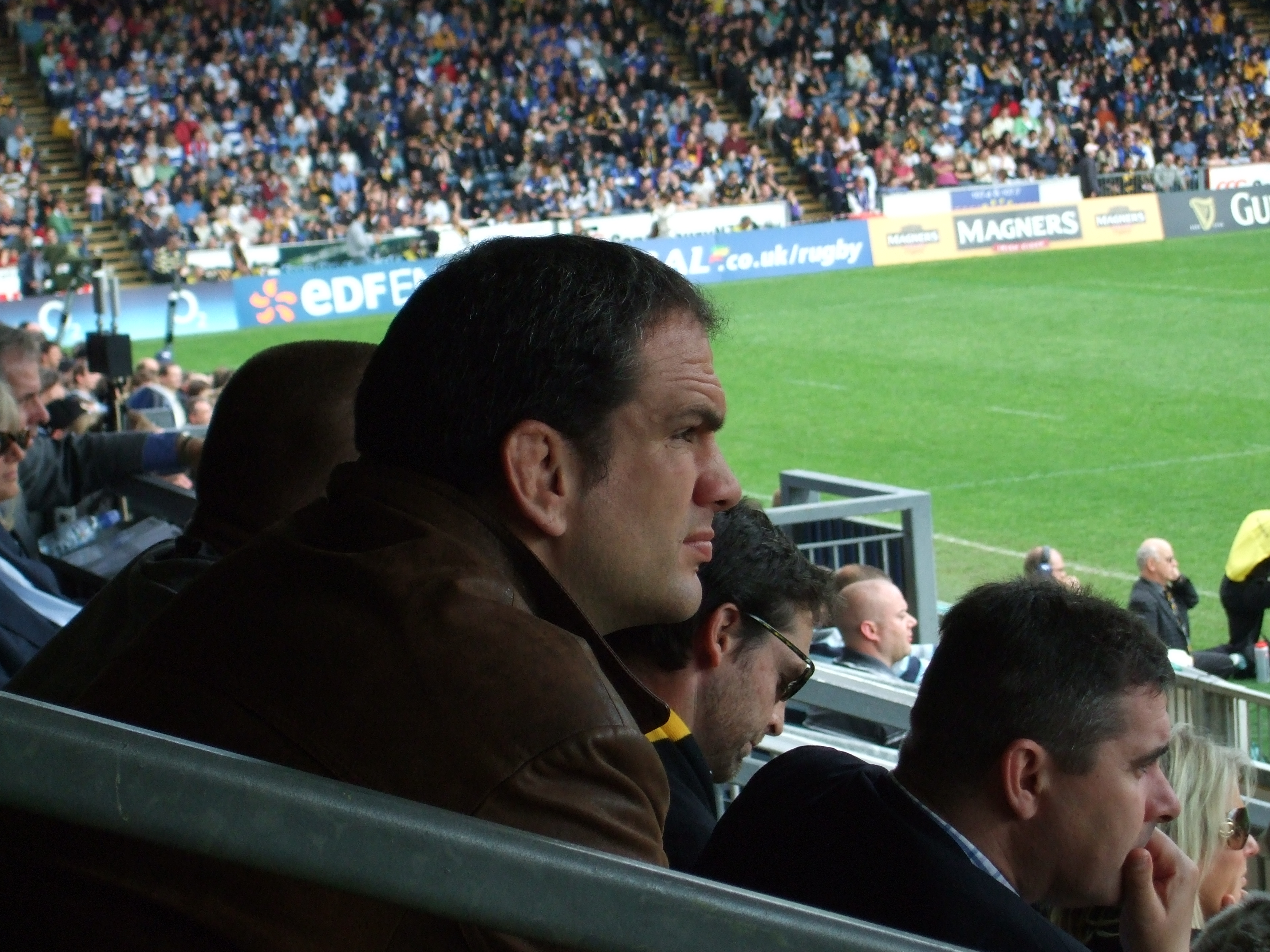
Johnson verfolgt ein Spiel zwischen den Wasps und Bath Rugby (2008)

Im November 2006 gab es erstmals Gerüchte, wonach Nationaltrainer Andy Robinson aufgrund ungenügender Leistungen entlassen werden könnte. Johnson gehörte dabei zu den aussichtsreichsten Kandidaten für dessen Nachfolge. Die Rugby Football Union (RFU) entschied sich aber im darauffolgenden Monat zunächst für Brian Ashton. Im April 2007 berichtete er den Medien, dass er mehrmals von der RFU angesprochen worden sei, um in den Stab der Nationalmannschaft aufgenommen zu werden, lehnte dies jedoch mit der Begründung ab, dass „die Zeit dafür noch nicht reif sei“. Ashton konnte die Erwartungen letztlich ebenfalls nicht erfüllen und wurde am 16. April 2008 nach einstimmigen Beschluss des Vorstandes durch Johnson ersetzt.
Johnson erhielt einen Vertrag bis nach der folgenden Weltmeisterschaft und trat sein Amt am 1. Juli 2009 an. Das erste Turnier unter seiner Leitung waren die Six Nations 2009, bei denen England den zweiten Platz belegte. Als die Mannschaft beim Six Nations 2010 lediglich den dritten Platz belegte, musste er sich scharfe Kritik der Medien gefallen lassen. Dennoch sicherte ihm die RFU weiterhin Unterstützung zu. Ein Jahr später gewannen die Engländer das Six Nations 2011, verpassten aber den möglichen Grand Slam mit einer Niederlage im letzten Spiel gegen Irland. Bei der Weltmeisterschaft 2011 erreichten die Engländer das Viertelfinale, scheiterten in diesem aber an den Franzosen. Nach dieser Enttäuschung gab Johnson am 16. November 2011 seinen Rücktritt bekannt.

## Auszeichnungen
Aufgrund seiner Verdienste um den Rugbysport und insbesondere aufgrund seiner Rolle als Kapitän der 1997er-Tour der British and Irish Lions wurde Johnson im Dezember 1997 in den Order of the British Empire aufgenommen. Nach dem Gewinn des Weltmeistertitels 2003 folgte am Neujahrstag 2004 die Auszeichnung als Officer des Order of the British Empire. Johnsons Abschiedsspiel in Twickenham am 4. Juni 2005 war eines der größten Rugby-Ereignisse des Jahres. Es war auch in anderer Hinsicht historisch, denn das Spiel markierte die Rückkehr von Jonah Lomu nach dessen kürzlich erfolgten Nierentransplantation. Johnsons Team bezwang jene von Lomu mit 33:29. Im Oktober 2011 wurde Johnson in die World Rugby Hall of Fame aufgenommen.

## Erfolge

### Als Spieler
Mit den Leicester Tigers:
- Meister English Premiership (5): 1995, 1999, 2000, 2001, 2002
- Sieger Heineken Cup (2): 2001, 2002
- Sieger Anglo-Welsh Cup: 1997

Mit England:
- Sieger Six Nations (5): 1995, 1996, 2000, 2001, 2003
- Grand Slam Six Nations (2): 1995, 2003
- Triple Crown Six Nations (6): 1995, 1996, 1997, 1998, 2002, 2003
- Weltmeister 2003

Mit den British and Irish Lions:
- Teilnehmer Neuseeland 1993 (1:2 Siege), Südafrika 1997 (als Kapitän, 2:1 Siege), Australien 2001 (als Kapitän, 1:2 Siege)

### Als Trainer
Mit England:
- Sieger Six Nations 2011